# Nonnoso del Monte Soratte
Nonnoso (500 circa – 560 circa) è stato un monaco cristiano italiano.
Le informazioni che ci sono pervenute sul suo conto sono assai scarse, infatti il suo nome non compare in nessun martirologio antico.  Attualmente, è il compatrono del paese di Sant'Oreste (RM), dove si trova anche il Monte Soratte stesso.

## Agiografia
L'unica fonte sulla vita di Nonnoso è Papa Gregorio I (540 circa – 604), che redisse un catalogo che raccoglieva tutte le storie e le leggende di miracoli effettuati da santi italiani. San Gregorio cita che fu un certo Massimiano, vescovo di Siracusa, a fornirgli tutte le informazioni sulla vita di Nonnoso e che a loro volta, tali notizie, gli erano state riferite da Laurio, un monaco del monastero di Suppentonia. Secondo le fonti, infatti, Laurio era un intimo amico di Nonnoso, all'epoca priore, durante il periodo in cui fu abate Sant'Anastasio di Suppentonia. Secondo quanto affermò San Gregorio, Nonnoso fu un uomo buono, pacato e umile, devoto nella preghiera e nelle penitenze. 
Sempre secondo tale agiografia, Nonnoso sarebbe stato sepolto sul Monte Soratte, suo luogo di nascita. Tuttavia, quando il Monte Soratte fu attaccato dalle forze musulmane alla fine del IX secolo, le reliquie di Nonnoso, per non essere danneggiate o disperse, furono portate in una chiesa situata sulla valle di Suppentonia e successivamente, intorno al 1050, durante l'episcopato del vescovo Nitker, a Frisinga, città in Baviera. Col tempo, la memoria della presenza delle reliquie del santo si perse e il suo culto fu nuovamente rivitalizzato soltanto nel 1161. Infatti, nel 1159, un devastante incendio colpì la cattedrale di Frisinga e due anni dopo, durante i lavori di ricostruzione, furono riscoperti i resti di San Nonnoso. Dopo che la costruzione della nuova cattedrale fu completata, le reliquie del santo furono poste all'interno della cripta, su ordine dell'arcivescovo San Everardo di Salisburgo.
Successivamente, il tempo cancellò di nuovo la memoria dei resti di San Nonnoso sino al 1709, quando furono analizzati dal vescovo Johann Franz Eckher von Kapfing und Liechteneck. Infatti, l'anno prima il soffitto della cripta era crollato e, durante i lavori di riparazione, le reliquie del santo furono riportate alla luce del sole. Il cranio di Nonnoso, invece, fu trasferito a Bamberga in data ignota.

## Miracoli e leggende
San Gregorio, nel suo catalogo, riportò di tre miracoli compiuti da San Nonnoso. Egli, infatti, come primo miracolo sarebbe riuscito a spostare un masso così pesante che non era stato mosso nemmeno da 50 coppie di buoi. Il masso difatti occupava un terreno su cui i monaci avrebbero desiderato coltivare dei cavoli e così facendo San Nonnoso assicurò un abbondante raccolto a tutto il convento. 
Il suo secondo miracolo fu quello di aver portentosamente riparato una preziosa lampada ad olio che gli era caduta dalle mani, evitando così l'ira dell'abate.
Il terzo miracolo narra che, dopo una pessima annata agricola in cui l'abazia si trovò sprovvista di scorte d'olio d'oliva, San Nonnoso, con la sola forza della fede e della preghiera, riuscì a riempire miracolosamente tutti i contenitori previsti per il contenimento del raccolto, salvando l'abazia da una possibile carestia.

## Culto
Ci sono chiese dedicate a San Nonnoso nel villaggio di Molzbichl e in quello di St. Peter in Holz. Tuttavia, il suo culto è molto diffuso anche nei comuni di Berg im Drautal, Hermagor-Pressegger See e di Sappada, in provincia di Udine. A Frisinga, ove giacciono i suoi resti, si crede che il santo possa guarire i portatori di malattie ai reni. Infatti, i fedeli portatori di tali malattie eseguono un particolare rituale, chiamato reptatio per cryptam (in tedesco: Durchschlüpfsbrauch), per la loro guarigione. ll reptatio per cryptam prevede infatti di camminare a carponi per tre volte attorno alla tomba del santo, implorando con apposite preghiere il suo aiuto. San Nonnoso è inoltre invocato per i portatori di handicap e per la protezione verso gli studenti.